# 니시구 (사카이시)
니시구(일본어: 西区)는 일본 오사카부 사카이시를 구성하는 7개 구 중 하나이다.

## 지리
사카이시 서부에 위치하고 있으며, 센보쿠 구릉에서 발원하는 이시즈강이 남쪽에서 북쪽으로 흘러 도중에 모즈강 등과 합류해 오사카만으로 흘러든다. 토지의 기복은 그다지 심하지는 않다. 저지가 이시즈강을 따라서 존재하고 그 주변에 작은 언덕이 많다. 해안을 따라 기슈 가도와 오구리 가도가 지나고 예로부터 소규모 취락이 존재했다. 현재는 난카이 본선과 JR 한와선의 각 역을 중심으로 주택지가 펼쳐져 있다. 역에서 먼 지역에는 농지도 많다. 또 예로부터 이시즈강가에 표백 공장이 발전해 현재도 나카구 지역과 함께 사카이시의 주요 산업 중 하나가 되어 있다.
또한 오사카만을 매립해 만들어진 센보쿠 공업지대의 상당 지역이 니시구에 포함되어 있다. 그 때문에 공업지의 비율이 높고 주택지, 상업지의 비율은 낮다.
구의 중심 지역은 구청이 있는 JR 한와선 오토리역 주변이다. 철도는 난카이 본선이 구의 서쪽을, JR 한와선이 구의 중앙부를 남북으로 지나고 있다.
도로는 남북 방향의 바다 방면으로 오사카부도 204호 사카이 한난선(옛 국도 26호선), 국도 26호선(제2한와 국도), 오사카부도 30호 오사카 이즈미 센난선이 지나고 동서 방향에는 오사카부도 34호 사카이 사야마선(센보쿠 1호선)과 무코가오카 단지 부근에서 방향을 서쪽으로 바꾼 오사카부도 28호 오사카 다카이시선(도키하마선)이 지나고 있다.

## 역사
2006년 4월 1일에 사카이시가 정령지정도시로 지정되면서 사카이시청 니시 출장소 관내의 구역이 니시구가 되었다.

## 교통

### 철도
- 서일본 여객철도
  - 한와선
    - (← 사카이구 모즈역) - 우에노시바역 - 쓰쿠노역 - 오토리역 - (다카이시시 도노키역 →)

- 난카이 전기 철도
  - 본선
    - (← 사카이구 미나토역) - 이시즈가와역 - 스와노모리역 - 하마데라코엔역 - (다카이시시 하고로모역 →)

- 한카이 전기 궤도
  - 한카이선
    - (← 사카이구 히가시미나토 정류장) - 이시즈키타 정류장 - 이시즈 정류장 - 후나오 정류장 - 하마데라에키마에 정류장

### 도로
- 한신 고속도로
- 국도 제26호선